# Great Bradley
Great Bradley – wieś w Anglii, w hrabstwie Suffolk. Leży 51 km na zachód od miasta Ipswich i 82 km na północny wschód od Londynu.